# Carlo Nervo
Carlo Nervo (Bassano del Grappa, 29 de outubro de 1971)  é um futebolista italiano. Chegou a disputar seis partidas pela Seleção Italiana de Futebol, mas não participou de nenhum torneio pela Azzurra.
Por clubes, Nervo se destacou por Bologna, Bassano Virtus e Mantova. Jogou também por Monza, Cittadella e Catanzaro.
Hoje, Nervo atua pelo Rolo, equipe amadora que disputa a Promozione, uma competição onde participam equipes de nível amador e semi-amador, e que corresponde à Sétima Divisão italiana.